# Hôtel de ville de Miskolc
L'Hôtel de ville de Miskolc (en hongrois : miskolci városháza) est un édifice situé à Miskolc. Il abrite le siège de la collectivité locale.